# 東京!
『東京!』（とうきょう!）は、カワハラ恋による日本の4コマ漫画作品。『まんがホーム』（芳文社）2009年8月号にゲスト掲載された後、同年11月号から2013年2月号まで連載された。『まんがタイムスペシャル』2010年11月号、『まんがタイムオリジナル』2010年12月号にゲスト掲載された。

## ストーリー
東京の都心にある高校「日本一学園」。ここには東京都内の駅名と同じ苗字（しかも住んでる場所もその駅の至近）の学生・教師が集う。主人公・たまとその友人たち、さらに教師たちの学園生活をコミカルに描く。

## 登場人物
人物名のリンク先は、モデルとなった駅。

### 生徒
八王子 たま（はちおうじ たま）
主人公。日本一学園1年（初登場時。後に進級）。人見知りが激しく、なかなか友達ができなかった。感情が高ぶると涙目がちになるのが癖。小学生に間違われるほど小柄な体格がコンプレックス。
国分寺 文（こくぶんじ あや）
たまのクラスメート。眼鏡っ娘でしっかり者。趣味は読書で、新刊の発売日を迎えるたびにワクワクして眠れなくなるほど。
武蔵小金井 りえ（むさしこがねい りえ）
たまのクラスメートで、なぜか彼女を「たまこ」と呼ぶ。通称「ムサコ」。文とは家も近いことから、互いに遊びに行くほど仲がいい。性格はマイペースでいたずら好き。たま・文と「中央線トリオ」を組む。
巣鴨 慎之助（すがも しんのすけ）
たまのクラスメート。いつも和服を着ており、性格も温厚。「若年寄」の風格を漂わせる。登校時に話しかけてくるお年寄りの相手をして遅刻することが多い。
原宿ツインズ（はらじゅくツインズ）
たまのクラスメートの双子。ともにスタイルはゴスロリ系だが、妹はゴシック・ファッション、姉はロリータ・ファッションと趣味は大きく分かれる。原宿（姉）、（妹）と呼ばれるため、下の名前は共に不明。
秋葉原 正親（あきはばら まさちか）
たまの隣のクラスの生徒。作中では、たまやその友人との絡みはほとんどなく、別個でストーリーを展開させている。
クールな性格で、作中ではよく「この漫画は擬人化ではない」と説明している。おたくでゲーム好き。バレンタインデーではチョコレートを多くもらうなど、女子生徒には人気がある模様。
秋葉原 萌（あきはばら もえ）
正親の妹。腐女子。メイド喫茶でアルバイトをしているが、店の方針で男装することも。
渋谷 ケンジ（しぶや ケンジ）
正親の悪友。正親からそっけない態度を取られてもめげずに付きまとっている。いわゆるギャル男。流行には目がない。正親と１セットで話が展開し、たまたちとの絡みはほとんどない。
萌に気があるようだが、彼女からは「ボーイズラブにおける、兄とのカップリングの相手」としか見られていない。

### 教師
新宿 剛（しんじゅく たけし）
元キャバクラ嬢だが、名の通り元々は男。実家がキャバクラやラブホテルを経営しており、元・男にも拘らず「新宿のキャバクラ嬢ナンバー1」にもなったことがある。ちなみに「男」時代はむさ苦しい顔で、努力の結果ようやく現在の「女らしい」顔になることができた。そのため、戒めの為に「男」当時の写真を常に携行している。
六本木（ろっぽんぎ）
新宿と同じく元キャバクラ嬢（こちらはれっきとした女）で、こちらも元「六本木のキャバクラ嬢ナンバー1」。新宿とは事あるごとに張り合う宿敵であり、盟友でもある。年は新宿より上で、それがコンプレックスでもある。好みは新宿の「男」時代のような顔。

## 用語
日本一学園（にほんいちがくえん）
東京の都心にある高校。その位置は、りえのセリフで「（武蔵小金井駅から）39分かかる」場所であることから、中央線快速での所要時間が同じ分数である東京駅周辺と思われる。噂では「東京の駅の数だけ生徒がいる」「他県の高校とも交流があるが、なぜか相手の生徒も駅名の苗字ばかり」といわれている。

## スカートダーリン
女性として生きる事を決意した高校時代の新宿を彼に憧れる宇都宮を主人公に描く。男の頃の新宿が女顔の美形であったなど東京とは設定が異なる部分もある。『まんがホーム』2013年10月号から2015年5月号まで連載

### 登場人物
宇都宮 ヨーコ（うつのみやよーこ）
主人公、憧れていた新宿が女装して登校してきた事にショックを受けるも女友達として仲良くなる。
神楽坂 桜（かぐらざかさくら）
宇都宮の友達だがそれ以上の関係になりたがっている
新宿 剛
学校一のイケメンだったがある日女装して登校するようになる
二丁目（）
新宿の友人、普段は角刈りのさえない男だが超絶メイクテクニックにより美形になる
六本木
新宿たちと違う学校に通う。新宿同様家がキャバクラを営んでおりその縁で新宿たちと仲良くなる。

## 単行本
- カワハラ恋『東京!』  芳文社〈まんがタイムコミックス〉、全2巻。単行本未収録作については同人誌（前後編）として発売[1]。
  1. 2010年11月21日初版発行（2010年11月6日発売[2]）、ISBN 978-4-8322-6905-7
  2. 2012年3月22日初版発行（2012年3月7日発売[2]） ISBN 978-4-8322-5055-0
- カワハラ恋『スカートダーリン』  芳文社〈まんがタイムコミックス〉、全1巻。